# Motorbass
I Motorbass sono stati un gruppo musicale francese di musica elettronica fondato dai parigini Philippe Zdar e Étienne de Crécy.

## Storia del gruppo
Zdar e de Crécy si incontrarono mentre erano entrambi ingegneri del suono presso lo studio Plus XXX e parteciparono insieme al loro primo rave grazie ad un artista, Roussia, con il quale lavorarono e che li convinse a proseguire la loro carriera nel mondo della musica. Philippe Zdar disse che quest'esperienza fu «l'unica rivoluzione della sua vita» e decise molto rapidamente di registrare alcuni brani house.
Dopo aver pubblicato due EP nel 1992 e nel 1993, pubblicarono il loro primo ed unico album, Pansoul, nel 1996, frutto di un mix di hip-hop strumentale e house. Fu un grande successo di critica (la rivista inglese Mužik lo nominò "disco del mese" e nono LP migliore dell'anno) ma si rivelò un fiasco commerciale. Addirittura i due musicisti avevano deciso di distribuirlo da soli (vendendo 20000 copie). Con il tempo è divenuto un classico del french touch e nel 2003 venne ristampato dalla Virgin.
Dopo questa pubblicazione, il duo si sciolse e ciascuno si dedicò ad altri progetti: Zdar fondò i Cassius, de Crécy si dedicò a propri album solisti.

## Discografia

### Album
- 1996 -  Pansoul

### EP e singoli
- 1992 - Visine
- 1993 - Trans-Phunk E.P.
- 1996 - Ezio

### Remix e collaborazioni
- 1996 - Björk - Isobel
- 1996 - Norma Jean Bell - I'm the Baddest Bitch (Motorbass Mix)
- 1996 - Depeche Mode - It's No Good (Motorbass Mix)
- 1997 - Daft Punk - Around the World (Motorbass Vice Mix)

Come La Chatte Rouge
- Ecouter, Fumer sull'antologia Sourcelab (1996)
- Affaires à Faire sull'antologia Super Discount (1996)